# Cayaponia laciniosa
Cayaponia laciniosa là một loài thực vật có hoa trong họ Cucurbitaceae. Loài này được (L.) C.Jeffrey mô tả khoa học đầu tiên năm 1962.